# Стара Буссана

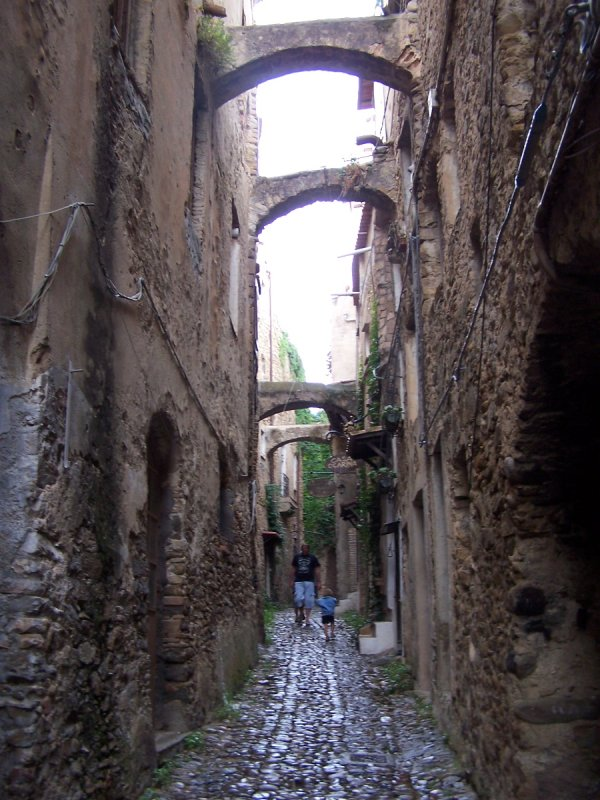
Типова вулиця сучасної Старої Буссани

Стара Буссана (Буссана Веккія) — колишнє місто-привид у Лігурії, Італія. Зруйноване землетрусом 1887 року, місто залишалося покинутим до початку 1960-х, коли міжнародна спільнота художників почала відбудовувати та заселяти його заново. Адміністративно це частина комуни (frazione), яка належить до міста Санремо, недалеко від кордону з Францією.

## Історія

### Рання історія
Буссану заснували, ймовірно, у другій половині 9-го століття, коли регіон узбережжя неодноразово атакували сарацини. Для кращого захисту місто побудували на вершині пагорба.
У 1429 році поселення, що вже нараховувало 250 мешканців, набуло статусу автономії від Морської Республіки Генуї. Настав період найбільшого розвитку, коли звели більшість із нинішніх будівель.

### Землетрус
Французька Рив'єра та західна Лігурія знаходяться на стику південно-західних Альп та лігурійського басейну — регіону помірної сейсмічності. Найсильніший землетрус, що стався у Буссані, вразив регіон 23 лютого 1887 р., коли загинуло понад 2000 людей. Найзначніших руйнувань Буссана зазнала о 6:21 того ранку, в Попільну середу. Сейсмічна хвиля тривала 20 секунд, спричиняючи миттєві руйнування та загибель по цілому місту.
Цей землетрус був вперше зафіксований справжнім сейсмографом, побудованим Філіппо Секкі в Монкальєрі, Італія.
Внаслідок землетрусу більшість будівель суттєво пошкодилися, тому влада вирішила відбудувати поселення на новому місці під назвою Буссана Нуова (Нова Буссана) на схилі гори. Старе селище було занедбане, а всі його будівлі оголосили небезпечними.

### Відродження
У 1947 році іммігранти з півдня Італії почали нелегально заселятися у місті-привиді. Після кількох примусових виселень італійською поліцєю у 1950-х роках влада наказала знищити всі сходові клітки перших поверхів та дахи.
Однак, на початку 1960-х, Вані Джуфре, сицилійський живописець, разом із групою художників зі Спільноти Міжнародних Митців (тепер — Селище Міжнародних Митців) вирішив переселитися до цього місця, відомого тоді під назвою Стара Буссана (Буссана Веккія). Дух мистецької спільноти був дещо ідеалістичним: мати можливість жити простим життям та вільно творити у поселенні.
У селищі не було ані електрики, ані водопроводу, ані каналізації, але кількість членів нової громади на 1968 рік зросла з маленького початкового осередку до 20-30 осіб. В основному це були митці-хіппі, які прибували з усієї Європи (італійці, австрійці, англійці, французи, датчани, німці та шведи).
Стосунки нових поселенців із поліцією та старими мешканцями загострилися до того, що 25 липня 1968 року вийшов новий наказ про примусове виселення, і для його виконання до поселення були скеровані загони поліції. Однак після прибуття правоохоронці наштовхнулися на барикади — поселенці відмовлялися виконувати наказ та покидати селище. На місці подій також була присутня велика група міжнародних репортерів. Поліцейські вирішили уникнути протистояння.

### Сьогодні
За останні шістдесят років новим мешканцям вдалося частково відбудувати Стару Буссану і заснувати там Селище Міжнародних Митців. Незважаючи на протистояння, які час від часу виникають з органами влади (останній наказ про примусове виселення був виданий у 1997 році, коли всі будівлі оголосили власністю італійського уряду), громада все ще залишається жити в селищі, продаючи туристам створені власноруч вироби мистецтва, та влаштовуючи мистецькі заходи. Художники та майстри, які сьогодні живуть та працюють в Старій Буссані, перетворили її на неповторну оазу творчості — особливе місце на карті світу. Проте у грудні 2017 року Італійський департамент державної власності (Demanio) надіслав усім мешканцям селища податкові майнові акти на десятки тисяч євро, назвавши при цьому поселенців «окупантами». Це викликало значні побоювання серед буссанців, що вони можуть втратити житло, втратити свої власноруч зведені з руїн домівки.
З 2018 року Італійський департамент державної власності (Demanio) планує передати Стару Буссану у повне підпорядкування місту Санремо.
Кілька років тому митці об'єдналися у рух опору «Bussana Vecchia Resilient», і наприкінці грудня 2017 року розпочали збір підписів під петицією за «Збереження Старої Буссани» (через Change.org)
У березні 2019 року з боку політичної партії Руху п'яти зірок (M5S) надійшли погрози про початок примусового виселення мешканців Старої Буссани, якщо до кінця квітня 2019 року муніципалітет Санремо не запропонує план довгоочікуваного ремонту та відновлювальних робіт, посилаючись на проблеми безпеки мешканців селища, та в інтересах збереження колишнього міста-привида, як унікальної туристичної атракції.

## Зовн. посилання
- Стаття на Forbes.com про створення проекту Google Street View
- Ексклюзивна галерея Google Street View
- (італ.) Офіційний сайт BussanArte
- (італ.) Офіційний вебсайт Bussana Vecchia
- (італ.) Вебсайт Bussana та Bussana Vecchia
- (італ.) Перший вебсайт Bussana Vecchia, створений у 1995 році
- (укр.) Стара Буссана — місто поза часом та простором
- Офіційний сайт Селища Міжнародних Митців